# TSV Havelse
Turn- und Sportverein Havelse 1912 – niemiecki klub piłkarski z siedzibą w mieście Garbsen, występujący w 3. Lidze.

## Historia
Klub został założony w 1912 roku. Nigdy nie występował w najwyższej klasie rozgrywkowej. Przez jeden sezon grał za to 2. Bundeslidze (1990/1991). Zajął w niej wówczas 19. miejsce i spadł do Oberligi. Na drugim szczeblu rozgrywek grał też w latach 1954-1956 w Amateuroberlidze Niedersachsen-West.

## Reprezentanci kraju grający w klubie
- Denis Wolf
- Hilal El-Helwe
- Wiktor Majer
- Igoris Steško
- Artūras Steško
- Alkhaly Soumah
- Jens Todt